# Señorío de Albarracín
El señorío de Albarracín fue un señorío cristiano, habitualmente denominado independiente, capitalizado en la actual ciudad aragonesa de Albarracín, enclavado entre el Reino de Aragón y el Reino de Castilla y creado a partir de la antigua Taifa de Albarracín por la dinastía bereber de los Banu Razín.
Existen diversas hipótesis en torno a cómo pasa de manos musulmanas a cristianas, aunque la más aceptada es la que defiende la idea que, hacia 1167, ante la presión de las continuas luchas entre los almorávides y los nuevos invasores almohades, el rey Muhammad ibn Mardanis, apodado el «rey Lobo», cede la Taifa de Albarracín a un vasallo del rey Sancho VI de Navarra, el señor de Estella, Pedro Ruiz de Azagra, en recompensa a algún posible apoyo militar realizado previamente.
En 1172, Pedro Ruiz de Azagra, fallecido en 1186, logra convertir la ciudad en sede episcopal, a través de la sede de Toledo, consolidando así su independencia del resto de señores de la zona.
En 1220 Albarracín se convierte en uno de los escenarios de la primera revuelta nobiliaria contra Jaime I de Aragón, protagonizada por Rodrigo de Lizana con el apoyo de Pedro Fernández de Azagra (1196-1246), III señor de Albarracín. Jaime I de Aragón decide entonces sitiar Albarracín ese mismo año, siendo todavía menor de edad. Sin embargo, levanta el asedio al no contar con el apoyo de la nobleza y ante las incursiones que realizan los asediados en Albarracín. No es hasta la colaboración de Pedro Fernández de Azagra en la conquista de Valencia, ayudando a Jaime I, cuando el linaje se redime con el rey de Aragón.
Durante la conquista de Valencia (1238) es cuando aparece el primer documento en el que se menciona la donación por parte del rey Jaime I a Pedro Fernández de Azagra de los castillos y villas de Altura (incluido su rabal) y Chelva, así como las alquerías de Cárcer y Gátova. Asimismo, la jurisdicción del señorío de Albarracín llegaba incluso hasta la localidad de Liria, además de obtener un ventajoso pacto en torno a la ganadería, principal motor económico en la zona de Albarracín.
El linaje de los Azagra perduró durante seis generaciones y no fue hasta 1284 cuando el marido de Teresa Álvarez de Azagra, Juan Núñez I de Lara, aliado de los franceses en la Cruzada Aragonesa, es derrotado por Pedro III de Aragón que somete el señorío al dominio aragonés. En 1300, el rey Jaime II de Aragón incorpora las tierras al realengo y da a Albarracín el título de ciudad.

## Los señores de Albarracín
- Pedro Ruiz de Azagra, hijo de Rodrigo Pérez de Azagra, señor de Valtierra y de Estella, y de su esposa Toda Pérez, fue el primer señor de Albarracín (1167-1186). Casado con Toda Pérez de Arazuri. Le sucedió su hermano:
- Fernán Ruiz de Azagra (1186-1196). Casado con Teresa Yáñez de Guevara. Le sucedió su hijo:
- Pedro Fernández de Azagra (1196-1246). Casado c. 1215 com Elfa Ortiz. Le sucedió su hijo:
- Álvaro Pérez de Azagra (1246-1260). Casado con Inés de Navarra. Le sucedió su hija:
- Teresa Álvarez de Azagra (1260-entre 1269 y 1276), que gobernó Albarracín junto con su esposo Juan Núñez I de Lara, el Gordo (1260-1284), señor de Lara, padres de Álvaro Núñez de Lara (1261-1287). Teresa falleció antes que su esposo que volvió a contraer matrimonio entre 1269 y 1276 con Teresa Díaz de Haro con quien tuvo entre otros un hijo primogénito, Juan Núñez II de Lara, señor de Lara. En 1284 Juan Núñez I de Lara había sido derrotado por el rey Pedro III de Aragón quien dio el señorío a su hijo ilegítimo, Fernando de Aragón, aunque Juan Núñez II de Lara siguió reclamando el señorío de Albarracín hasta su muerte en Córdoba en abril de 1294, y después de ello su hijo primogénito (1294-1300).

## Heráldica
Según Bizén d'o Río Martínez la heráldica de los Azagra o Ruiz de Azagra era en campo de oro, una cruz ancorada de gules, con cinco veneras de oro, colocadas una en el centro de la cruz y cada una de las restantes en los extremos.